# Chiesa di San Giorgio (Arco)
La chiesa di San Giorgio è la parrocchiale patronale a San Giorgio, frazione di Arco in Trentino. Appartiene all'ex-decanato di Arco dell'arcidiocesi di Trento e risale al XII secolo.

## Storia

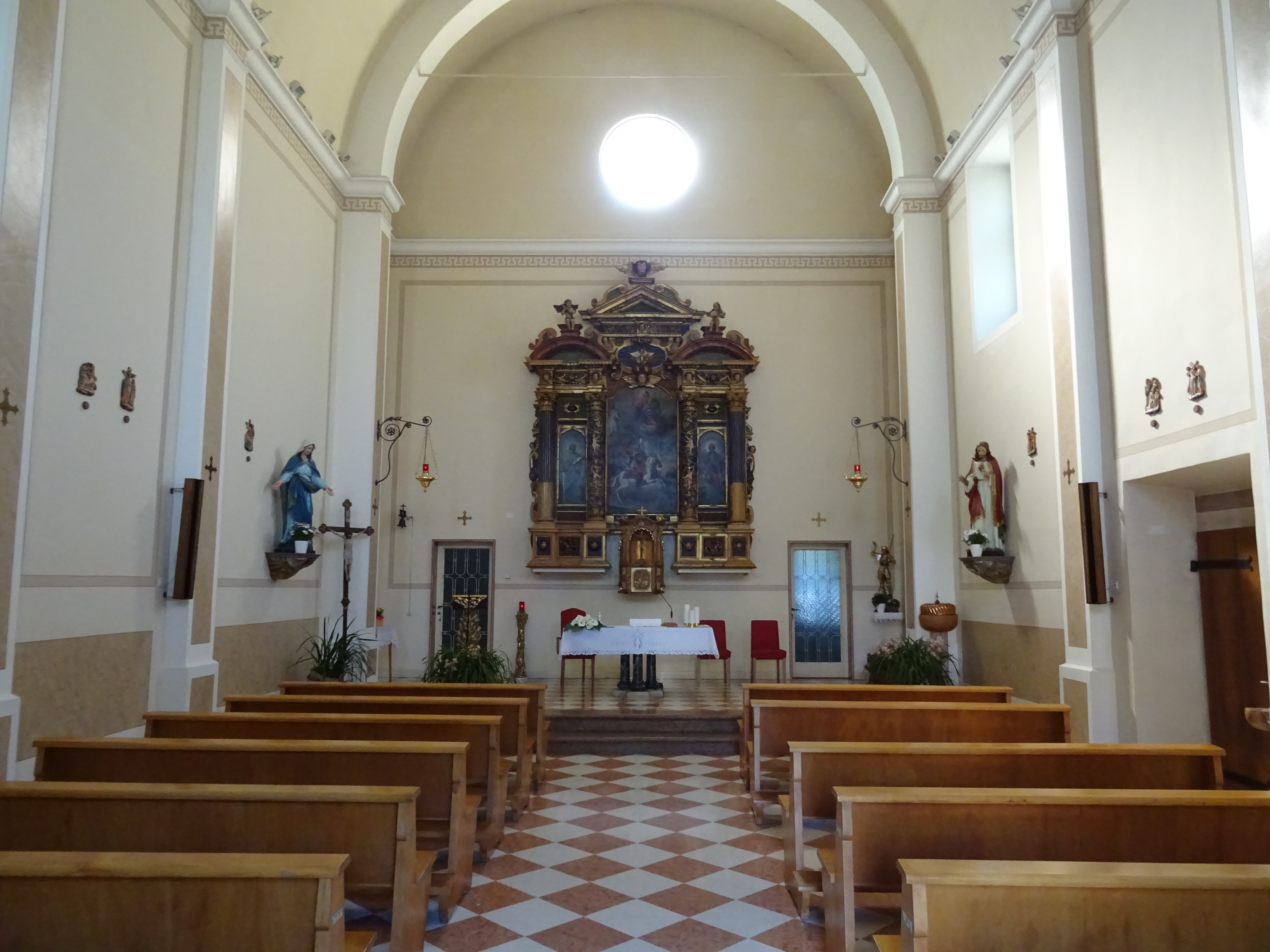
Interno

La prima citazione su documenti del luogo di culto dedicato a San Giorgio nello scomparso abitato di Passirone (poi frazione di San Giorgio di Arco) risale al 1144 e venne ricordato nuovamente nel 1488. Attorno alla metà del XVIII secolo l'antica piccola chiesa, inadeguata alle esigenze dei fedeli ed in cattive condizioni, venne radicalmente ricostruita ed ampliata.
Ottenne dignità di espositura della pieve di Arco nel 1837. Nel 1852 ebbe la concessione della custodia eucaristica e alla fine del XIX secolo, considerando le sue non più sufficienti dimensioni, venne nuovamente  ricostruita ed ampliata. Fu benedetta mentre il cantiere era ancora aperto e nel 1898 ebbe anche la concessione del fonte battesimale.
Nel 1909 il vescovo di Trento Celestino Endrici la consacrò con cerimonia solenne e solo quattro anni dopo l'interno venne modificato con un ampliamento della sala ottenuto con l'arretramento dell'altare maggiore e l'eliminazione del coro. Nel 1919 vi fu autorizzata per la prima volta la celebrazione dei matrimoni.
Durante il secondo conflitto mondiale, nel XX secolo, venne requisita dalle truppe germaniche ed utilizzata per scopi militari quindi nel secondo dopoguerra fu necessaria un'opera di restauro per ripristinarla al culto. Ottenne dignità di chiesa parrocchiale nel 1959.

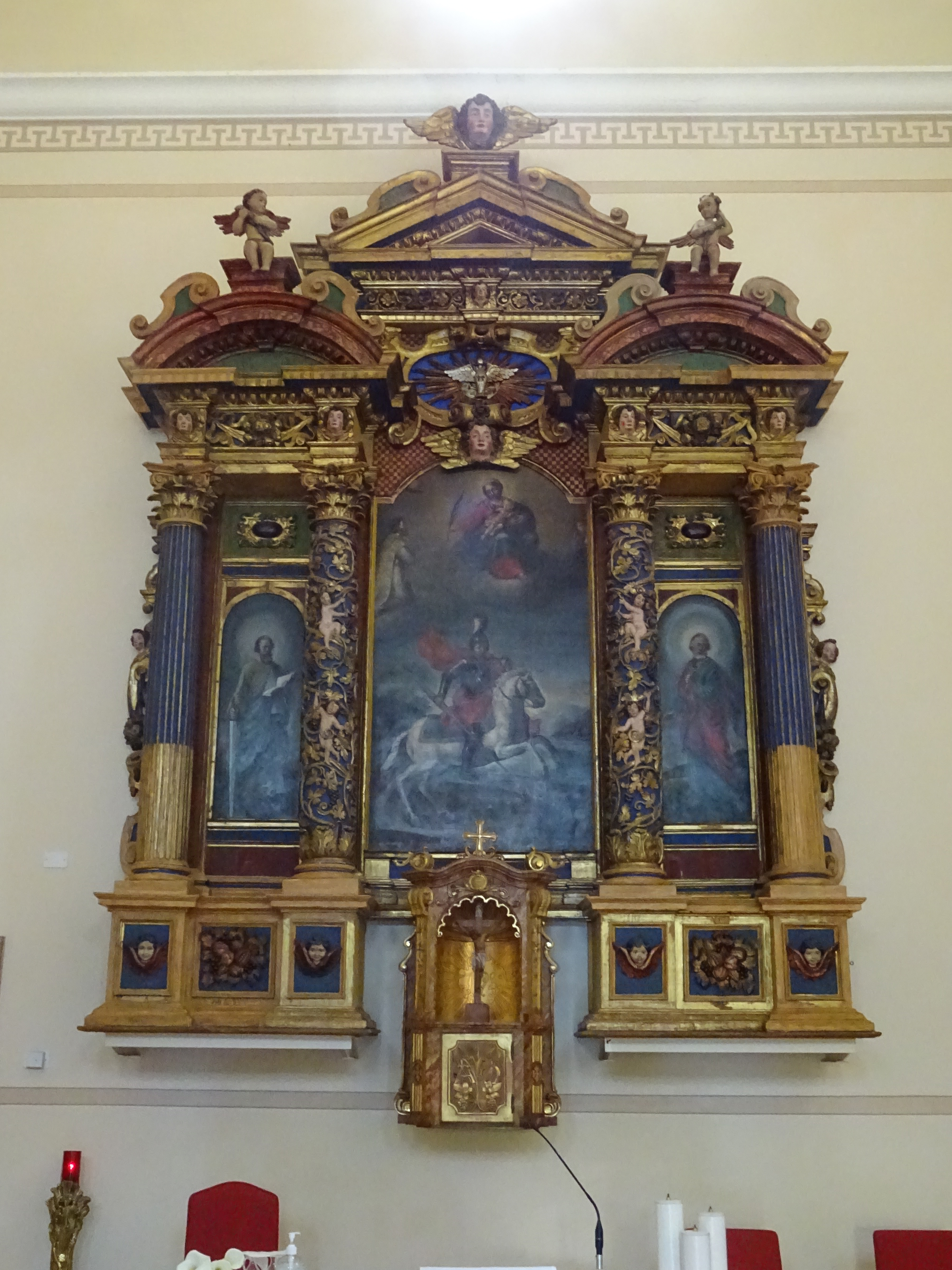
Altare

Nuovi lavori di restauro conservativo vennero realizzati negli anni settanta e riguardarono in particolare l'adeguamento liturgico e l'aggiornamento degli impianti, oltre alla normale manutenzione. Nel 2003, tra gli altri interventi, furono cambiate le grandi vetrate alle finestre.

## Descrizione

### Esterni
La facciata in stile neoclassico è semplice, tripartita e con un grande frontone ondulato. La torre campanaria si alza in posizione arretrata accanto all'abside, sulla destra. Sulla parte sinistra della chiesa si trova la canonica.

### Interni
La navata interna è unica con una volta a botte. Nella sala si conserva un pregevole altare maggiore ligneo policromo che risale al XVII secolo.